# Martin Bakole
Martin Bakole Ilunga (Kananga, 1º giugno 1993) è un pugile della Repubblica Democratica del Congo.

## Biografia
Nato a Kananga, nello Zaire (ora Repubblica Democratica del Congo), si trasferisce nel 2016 a Greengairs, in Scozia. È il fratello minore di Ilunga Makabu, anch'esso pugile ed ex campione del mondo dei pesi massimi leggeri.

## Carriera
Nel gennaio 2024, Bakole raggiunge il vertice della classifica WBA dei pesi massimi.
Il 3 agosto 2024, sconfigge a Los Angeles, lo statunitense Jared Anderson per knockout vincendo così i titoli WBO-NABO e WBO International dei pesi massimi.
Sfida nel febbraio 2025 il neozelandese Joseph Parker a Riyadh rimpiazzando con due giorni di preavviso Daniel Dubois. Perde l'incontro per knockout al secondo round.